# Universidad de Lancashire Central
La Universidad de Central Lancashire (abreviada UCLan, en inglés: University of Central Lancashire) es una universidad pública con sede en la ciudad de Preston, Lancashire, Inglaterra. Tiene sus raíces en The Institution For The Diffusion Of Useful Knowledge , fundada en 1828. Posteriormente, conocida como Harris Art College, luego Preston Polytechnic, luego Lancashire Polytechnic, en 1992 el Consejo Privado del Reino Unido le otorgó el estatus de universidad. La universidad es la decimonovena más grande del Reino Unido en términos de número de estudiantes.

## Historia
La Institución para la Difusión del Conocimiento fue fundada en 1828 por el Movimiento por la Templanza de Joseph Livesey. La sociedad nació de una promesa hecha por siete trabajadores de Preston (cuyos nombres se pueden ver en una placa en la biblioteca de la universidad) de nunca más consumir alcohol.
El instituto estaba ubicado en un edificio de estilo clásico en Cannon Street, antes de expandirse eventualmente bajo la donación de un abogado local, Edmund Robert Harris, quien murió en 1877. La expansión trajo consigo varios edificios nuevos y casas en la cercana Regent Street. comprado y demolido como consecuencia. El instituto se convirtió en un centro regional para las artes y las ciencias.
Como parte de las celebraciones del Jubileo de Diamante de la Reina Victoria en 1897, los fideicomisarios del instituto pagaron al arquitecto victoriano/eduardiano Henry Cheers para que diseñara la "Escuela Técnica Victoria Jubilee" (más tarde conocida como el Instituto Harris y ahora conocida como el Edificio Harris), para se construirá en Corporation Street. Su objetivo era brindar a los jóvenes locales una educación técnica en todas las áreas. El edificio fue progresivo para la época, siendo alimentado completamente por electricidad.
El instituto existió en este estado hasta 1932, cuando cambió su nombre para convertirse en Harris Art College. Sufrió una mayor expansión y en 1952 se convirtió en el Harris College. En 1973, se convirtió en Preston Polytechnic, luego en Lancashire Polytechnic en 1984. En 1992, se otorgó el estatus universitario completo y nació la Universidad de Central Lancashire. El primer rector de la universidad fue Sir Francis Kennedy, y fue sucedido en 2001 por Sir Richard Evans. En 2016, Ranvir Singh se convirtió en el nuevo Rector de la Universidad.
La división de periodismo, que ahora forma parte de la Escuela de Periodismo y Medios, es una de las más antiguas del país y se inauguró como parte del Harris College en 1962. En 1991, se convirtió en una de las primeras en impartir licenciaturas en periodismo, con una fuerte énfasis en el trabajo práctico.
En 2013, la Facultad de Odontología y la Facultad de Educación Médica y Dental de Posgrado se fusionaron para crear la Facultad de Medicina y Odontología. La universidad patrocinó el ahora desaparecido Wigan UTC, un colegio técnico universitario que abrió sus puertas en septiembre de 2013.

## Campus
La universidad está en un campus urbano en Preston; otros en Burnley, Westlakes en Cumbria (para programas de investigación relacionados con la energía y la energía nuclear) y un campus de 53 millones de euros en Pyla, Chipre inaugurado en octubre de 2012.
La universidad tiene estudiantes e investigadores de más de 100 países y asociaciones con 125 instituciones internacionales. Tiene una base en el Parque de la Universidad Virtual de Shenzhen en China, y realiza investigaciones en colaboración con algunas de las principales universidades de China sobre nanotecnología con aplicaciones en la administración de fármacos, la purificación del agua y la toxicidad del fuego.
Dentro de la Escuela de Idiomas y Estudios Globales, el personal habla 30 idiomas y representa a 22 nacionalidades. UCLan tiene 98 profesores, más de 600 miembros del personal activos en investigación o transferencia de conocimiento y 763 estudiantes de investigación. Hay 246 miembros honorarios de la universidad.

### Chipre
UCLan Cyprus es un campus filial de la Universidad de Central Lancashire situado en Pyla, Larnaka. El campus se inauguró en 2012 y tiene licencia y está registrado como universidad en Chipre. Es la única universidad británica privada en Chipre. Acepta estudiantes internacionales. UCLan Chipre es la primera universidad en Chipre que tiene un Moot Court para los estudiantes de la Facultad de Derecho.
UCLan Chipre ofrece títulos de licenciatura en administración de empresas, publicidad y comunicaciones de marketing, contabilidad y finanzas, gestión hotelera y turística, informática, matemáticas, estudios del idioma inglés, derecho, diseño y desarrollo web, ciencias del deporte y del ejercicio y psicología.
Ofrece maestrías en administración de empresas, gestión empresarial, gestión de marketing, liderazgo educativo, enseñanza de inglés para hablantes de otros idiomas (TESOL) con lingüística aplicada, derecho financiero y comercial, informática, ciberseguridad, análisis de datos, ciencias del deporte y el ejercicio y psicología forense.

### Plan Maestro 2020
La Universidad se encuentra actualmente en un programa de expansión de £ 200 millones, con varios edificios nuevos en construcción en el campus principal de Preston. Estos edificios son:
- Espacios Sociales (abierto a partir de 2018). Dos nuevos espacios sociales, uno ubicado entre los edificios Harrington y Greenbank y el otro en el edificio Foster. Estos espacios sociales contienen una variedad de espacios de relajación para estudiantes que incluyen; mesas de billar, mesas de ping-pong y una zona de pufs.
- Centro de Innovación en Ingeniería (inaugurado en septiembre de 2019). Un espacio de exhibición y enseñanza construido con un propósito de £ 32 millones.[9] El edificio contiene varios laboratorios especializados, así como cuatro simuladores de vuelo.
- Oasis: Centro de Fe y Espiritualidad (abierto a partir de mayo de 2018). Este centro multiconfesional, que consta de múltiples salas de fe, espacio para eventos y asesoramiento, así como una terraza en la azotea, reemplazará al existente ubicado en St. Peter's Court.[10]
- Centro de Estudiantes y Plaza Nueva (inaugurado en 2021). Este proyecto de 57 millones de libras esterlinas se construyó con el propósito de crear un nuevo edificio de recepción en el campus, que albergaría varios servicios para estudiantes, salas de reuniones, oficinas, lugares para eventos y un jardín en la azotea. También se construyó una nueva plaza frente al centro de estudiantes. Tanto la nueva plaza como el centro de estudiantes se construyeron parcialmente en la rotonda existente de Adelphi y en el terreno que una vez ocupó el edificio Fylde.

### Edificios
Livesey House, lleva el nombre del activista por la templanza Joseph Livesey. La universidad inauguró el nuevo edificio JB Firth en septiembre de 2011, a un costo de £12,5 millones. Alberga la Escuela de Ciencias Forenses y Aplicadas, que incluye materias como química y ciencias forenses. El nuevo edificio cuenta con un área docente de 4.000 m2, que incluye seis laboratorios: dos para docencia de grado en química, uno para investigación en química, un laboratorio de análisis y dos laboratorios de incendios. El edificio lleva el nombre de James Brierly Firth, uno de los fundadores de la ciencia forense en Gran Bretaña.
El Centro Deportivo Sir Tom Finney abrió, reemplazando al Centro Deportivo Foster, en 2011. Es una instalación cubierta especialmente diseñada en el campus principal y ofrece clubes deportivos de la Unión de Estudiantes, clases dirigidas por un instructor y entrenamiento individual. La membresía deportiva (incluido el gimnasio) es gratuita para la mayoría de los estudiantes y tiene descuento para el personal.
El Centro de Innovación en Ingeniería se inauguró en 2019. Se trata de una instalación avanzada de 35 millones de libras esterlinas ubicada en una de las áreas de ingeniería y fabricación más intensas del Reino Unido. El EIC proporciona un espacio integrado para la enseñanza, la investigación y los vínculos directos con la industria, lo que permite a los estudiantes trabajar en proyectos del mundo real en vivo con socios comerciales. El EIC aseguró £10,5 millones en fondos a través del acuerdo de crecimiento de Lancashire Enterprise Partnerships con el gobierno. La nueva instalación también ha recibido £5,8 millones del Fondo Europeo de Desarrollo Regional (ERDF) y £5 millones del Fondo de Capital STEM de HEFCE.
Otras instalaciones clave incluyen una fábrica de medios de £15 millones con instalaciones para medios digitales y estudiantes de artes escénicas, y una 'incubadora de negocios'. El Edificio Allen de £5,3 millones incorpora instalaciones para estudiantes de la Facultad de Medicina y Odontología.

## Perfil académico
La universidad cuenta con las siguientes escuelas:
| - Administración - Arte, Diseño y Moda - Centro para la Excelencia en el Aprendizaje y la Enseñanza - Ciencias de la Salud - Ciencias Físicas y Computación - Ciencias forenses y aplicadas - Deporte y Bienestar | - Enfermería - Facultad de Derecho de Lancashire - Farmacia y Ciencias Biomédicas - Humanidades y Ciencias Sociales - Ingenieria - Lenguaje y Estudios Globales - Medicación | - Myerscough College (Escuela asociada) - Negocio - Odontología - Periodismo, Medios y Actuación - Psicología - Salud Comunitaria y Partería - Trabajo Social, Atención y Comunidad |

### Desarrollos internacionales
UCLan inscribe a estudiantes de más de 100 países y tiene asociaciones con 125 instituciones internacionales ubicadas en todo el mundo. Cada año, más de 2000 estudiantes internacionales estudian en el campus de Preston de la Universidad.
UCLan fue la primera universidad moderna en el Reino Unido en ser incluida en el ranking mundial de universidades de Quacquarelli Symonds (QS). En 2013, QS otorgó a UCLan las cinco estrellas completas por su enfoque de "internacionalización" con un historial comprobado de especialización en todos los aspectos de la provisión de educación internacional.
UCLan tiene más de 3000 estudiantes matriculados en el extranjero, en una amplia gama de países, incluidos China, Grecia, India, Mauricio, Singapur y Estados Unidos. En 2012, la Universidad abrió UCLan Chipre, un campus filial de €53 millones en Lárnaca, Chipre. Es la única universidad británica privada en Chipre.
En 2013, luego de recibir la aprobación del Ministerio de Educación de China y junto con su socio, la Universidad de Hebei (HBU), la UCLan estableció la 'Escuela de Medios, Comunicación e Industrias Creativas de Hebei/UCLan'.
Inicialmente, la escuela conjunta tendrá un estatus no independiente, lo que significa que, aunque será una entidad separada de HBU, será de su propiedad. La Escuela tendrá 800 estudiantes, reclutando 200 por año durante los cuatro años de duración de los programas. La intención es crecer a 1.600 estudiantes y luego centrarse en una gama más amplia de materias, apuntando a la ciencia en la segunda ola. Cuando opere con éxito en el nivel ampliado, la escuela solicitará el estatus de campus independiente.

### Clasificaciones
UCLan se encuentra en el 3.7% superior de las universidades en todo el mundo según The Center for World University Rankings 2016 (CWUR). UCLan se encuentra entre las 800 mejores universidades a nivel mundial según el ranking mundial de universidades de Times Higher Education.
| Nacionales           | Nacionales |
| -------------------- | ---------- |
| TCUG (2022)          | 89         |
| TG (2022)            | 97         |
| TT/TST (2022)        | 108        |
| Mundiales            |            |
| QS (2022)            | 801-1000   |
| THE (2022)           | 801-1000   |
| Evaluación británica |            |
| TEF                  | Plata      |

### Producción cinematográfica
UCLAN es la única universidad en el Reino Unido que ofrece un módulo de largometrajes. Los resultados de este curso incluyen The Collaborators (2015), Audax (2014), The Wedding (2013), Wraith (2012) y Needle In The Hay (2011).

## Investigación
La actividad de investigación en UCLan incluye trabajar con la NASA en dinámica solar, con el Departamento de Salud en investigación de accidentes cerebrovasculares, con la industria en proyectos de medios digitales y la colaboración con la Asociación de Fútbol, la Asociación de Golfistas Profesionales y el Comité Olímpico Internacional en investigación de ciencias del deporte y el ejercicio. El gobierno del Reino Unido (REF 2014) reconoció que las 16 áreas temáticas evaluadas de UCLan contienen investigaciones líderes en el mundo.

### Investigación de pregrado
UCLan ha establecido uno de los esquemas de pasantías de investigación de pregrado pagados más grandes del Reino Unido. Desde que se lanzó el esquema en 2008, casi 450 pasantes han trabajado directamente con investigadores de UCLan en proyectos tan diversos como publicación digital, análisis de energía eólica, desarrollo de compuestos faciales y exploración de vendajes inteligentes. Los pasantes han presentado trabajos en conferencias internacionales y ganado premios por su investigación.
La iniciativa mejora una variedad de habilidades académicas y de empleabilidad, lo que lleva a algunos resultados fantásticos que incluyen presentaciones en las Casas del Parlamento y artículos de revistas publicados.

### Investigación de sistemas autónomos
En 2012, UCLAN anunció una asociación con BAE Systems y otras cuatro universidades del noroeste (Liverpool, Salford, Lancaster y Mánchester) para trabajar en el Programa Gamma que tiene como objetivo desarrollar "sistemas autónomos". Según la Universidad de Liverpool al referirse al programa, "los sistemas autónomos son soluciones basadas en tecnología que reemplazan a los humanos en tareas que son mundanas, peligrosas y sucias, o detalladas y precisas, en todos los sectores, incluidos el aeroespacial, nuclear, automotriz y petroquímico".

## Vida estudiantil

### Unión de Estudiantes

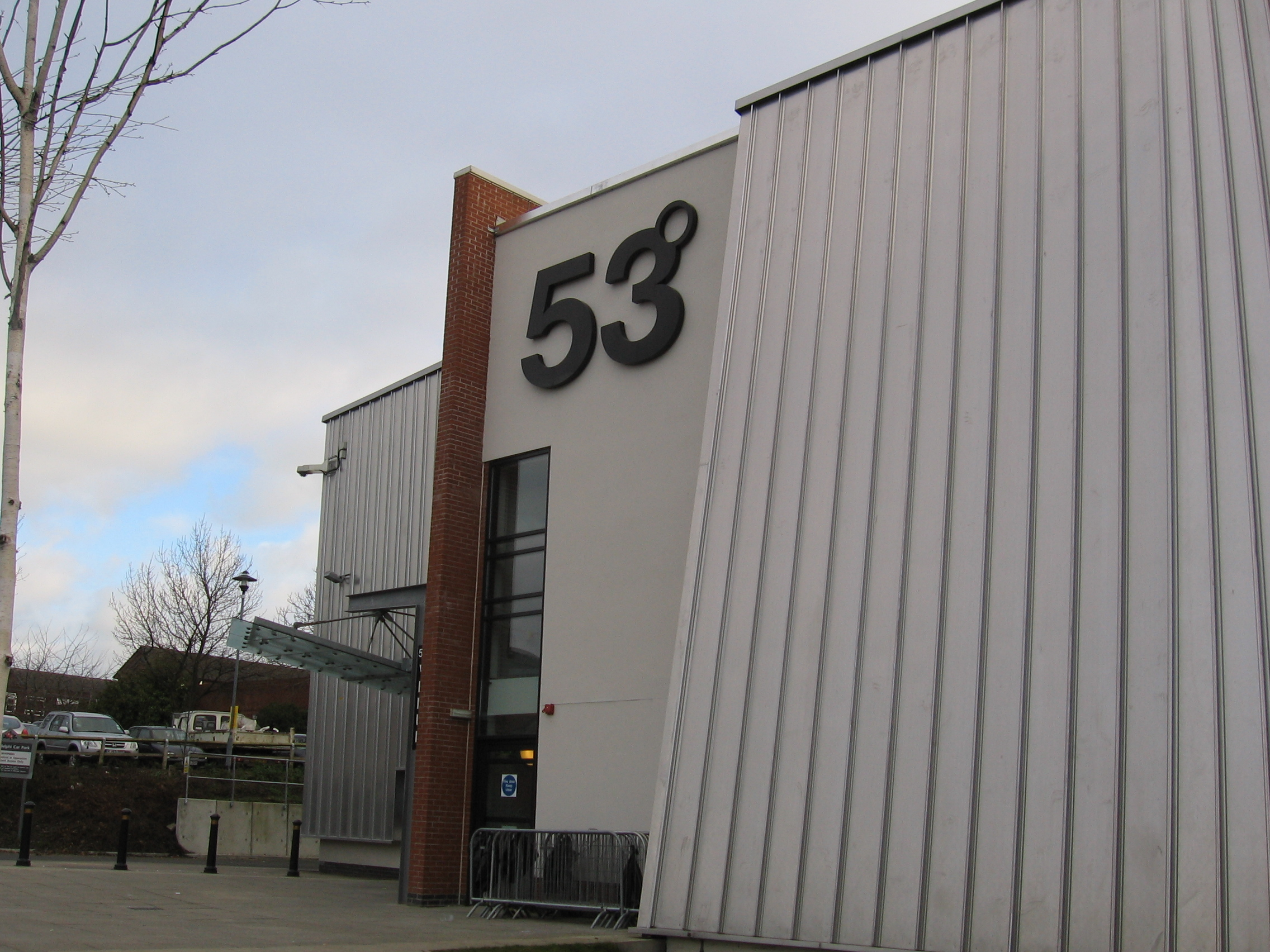
Sede de la Unión de Estudiantes, 53°.

El club nocturno y lugar de música en vivo en la Unión de Estudiantes, '53°', tiene dos pisos con un bar en cada uno y ocasionalmente alberga a conocidos artistas musicales. En dos salas, las capacidades totales son 1100 y 350 para noches de club y 1400 y 350 para todos los conciertos en vivo. El bar contiguo, 'Source', está abierto los siete días de la semana durante el período lectivo. '53 Degrees' ya no es propiedad de la Unión de Estudiantes, sin embargo, los eventos de Freshers' Week todavía se llevan a cabo en el lugar.

### Deportes
Hay más de 35 clubes deportivos administrados por el sindicato de estudiantes. Muchos tienen reservas en bloque en el Centro Deportivo Sir Tom Finney y en el UCLan Sports Arena en el período lectivo para entrenamientos y partidos. Los clubes deportivos participan en competiciones deportivas de universidades y colegios británicos y tienen partidos de local y de visitante.
Las instalaciones deportivas al aire libre de la universidad se pueden encontrar en UCLan Sports Arena (Estados Unidos), que se encuentra a dos millas de distancia y fue inaugurado en 2000 por The Princess Royal. El estadio de £12 millones ofrece instalaciones para la liga de rugby, rugby union, el fútbol (cinco canchas de césped), el hockey (dos canchas iluminadas para todo clima), el netball, el tenis (cuatro canchas iluminadas) y el ciclismo (1 milla; 1,6 km), así como un área de atletismo de ocho calles, equipada para competencias escolares, de clubes y comarcales. Los estudiantes de Ingeniería y Operaciones de Deportes de Motor de la universidad dirigen un equipo de carreras de motor, UCLAN Racing. [30]

### Medios
The Pulse es el periódico estudiantil. Es seis veces al año y comenzó en 1985 como Ribble Echo y luego se llamó Plutón hasta junio de 2016. Ahora se imprime en formato tabloide con fotografías en color. El periódico publicó su primera edición el 12 de septiembre de 2016.
Pulse Radio es la estación de radio estudiantil que se encuentra en la planta baja del edificio de la Unión de Estudiantes. Fue fundada en 1999 como Radio Frecuencia y actualmente se encuentra transmitiendo durante el período lectivo. La nueva estación de radio comenzó a transmitir el 12 de septiembre de 2016.
Pulse Radio es la estación de televisión estudiantil que se encuentra en la planta baja del edificio de la Unión de Estudiantes. La estación cubre noticias, entretenimiento y documentales.